# Gabrielle Roth
Gabrielle Roth (4 de febrer de 1941 - 22 d'octubre de 2012) va ser una ballarina i compositora en els gèneres de world music i dance trance amb un interès especial en el xamanisme.
Va néixer a San Francisco, i al set anys va veure una ballarina a través de la finestra d'una escola de dansa, i va decidir que era la seva vocació i va començar a practicar en el seu dormitori copiant les instruccions d'un llibre de ballet. Més tard va anar classes de ballet, i més endavant es va inspirar en la ballarina de flamenc La Chunga i en el Ballet Nacional de Nigèria. A causa d'una lesió al genoll va deixar de ballar per recomanació mèdica, fet que li va produir una depressió i se'n va anar a viure a l'Esalen Institue on el psiquiatre Fritz Perls de l'escola Gestalt li va proposar de donar classes de dansa. A partir d'aquí va començar a explorar una nova manera de ballar que més tard esdevindria el seu mètode, anomenat The Wave (l'Onada), que es basava en els "5 Ritmes" corporals: la fluïdesa, l'staccato, el caos, el líric i la quietud. Va ser membre del Centre Kripalu de Ioga i Salut a Stockbridge, i va ensenyar a l'Institut Omega d'Estudis Holístics de Rhinebeck. Es va formar durant tres anys amb Oscar Ichazo, fundador de l'Escola Arica, va crear la seva pròpia companyia de teatre experimental a Nova York i també va dirigir produccions teatrals com Savage Love de Sam Shepard i Joseph Chaikin. El 1977 va fundar The Moving Center a Nova York, on va ensenyar el seu mètode i en l'actualitat hi ha centenars de mestres de 5 Ritmes a tot el món que difonen el seu mètode.
El 2007 va fundar l'organització no lucrativa 5 Ritmes Reach Out, que oferia classes gratuïtes a diversos grups, incloent-hi persones que pateixen Alzheimer, altres demències i càncer.
També va crear més de vint àlbums de música amb la seva banda The Mirrors.

## Obres
Llibres
- Roth, Gabrielle and Loudon, John. Maps to Ecstasy: Teachings of an Urban Shaman.  New World Library, 1989. ISBN 978-0-931432-52-1.
- Roth, Gabrielle. Sweat Your Prayers: Movement as Spiritual Practice.  Tarcher Putnam, 1997. ISBN 978-0-87477-959-2.
- Roth, Gabrielle. Connections: The Five Threads of Intuitive Wisdom.  Tarcher, 2004. ISBN 978-1-58542-327-9.

Música
- Raven Recordings
- Jhoom
- Still Chillin'
- Bard (amb Boris Grebenshikov)
- Tribe
- Refuge (amb Boris Grebenshikov)
- Zone Unknown
- Stillpoint
- Tongues
- Lluna
- Tràngol
- Waves
- Ritual
- Bones
- Initiation
- Totem
- The Raven Classics – caixa de 4 CD
- Endless Wave
- Endless Wave 2
- Music for Slow Flow Ioga
- Music for Slow Flow Ioga 2

Altres produccions
- Path: An Ambient Collection (1995) Windham Hill Records
- Conversations With God: A Windham Hill Collection (1997) Windham Hill Records